# Il bandolero stanco
Il bandolero stanco è un film comico di ambientazione western del 1952 diretto da Fernando Cerchio. 	

## Trama
Il povero Pepito sogna di sposare la bella Carmen e parte per Golden City con la speranza di diventare ricco con le miniere d'oro. Nel villaggio domina lo sceriffo Fred con i suoi uomini, e i giacimenti auriferi sembrano esauriti. Pepito, scambiato per un rabdomante, scopre improvvisamente un nuovo filone e la sera stessa festeggia nel saloon. Malgrado i consigli di Susanna, la cantante del locale, Pepito comincia a giocare alla roulette e vince su Fred, portandogli via tutti i suoi averi e diventando l'uomo più ricco di Golden City. A questo punto decide di scrivere a Carmen per farsi raggiungere: lei arriva dopo pochi giorni, scortata da Fred e dai suoi uomini, che raccontano di averle salvato la vita, ma il giorno delle nozze Pepito scopre che Carmen e Fred si sono messi d'accordo per derubarlo e fuggire insieme. Con uno stratagemma, Pepito disarma tutta la banda e ingaggia un duello con Fred, vincendo. Carmen e Fred vengono cacciati via dal villaggio, mentre Pepito sposa Susanna.

## Critica
(Alberto Albertazzi, Intermezzo, 15 gennaio 1953)